# Macromitrium hainanense
Macromitrium hainanense là một loài rêu trong họ Orthotrichaceae. Loài này được S. L. Guo & S. He mô tả khoa học đầu tiên năm 2008.